# Marcela Said
Marcela Paz Said Cares (Santiago, març de 1972) és una cineasta i llicenciada en estètica xilena.

## Biografia
Va créixer al barri de Providencia. Va estudiar el seu ensenyament secundari al Liceu núm. 1 Javiera Carrera, després va ingressar a estudiar arts a la Universitat de Xile, però va acabar els seus estudis en la Pontifícia Universitat Catòlica de Xile, com a Llicenciada en Estètica.
En 1996 es va traslladar a França per fer un màster en tècniques i llenguatges de mitjans a La Sorbona. Tres anys més tard va estrenar el seu primer documental, Valparaíso, produït per Les Films d'Ici per a la televisió francesa.
Va dirigir en 2001 I Love Pinochet, un documental centrat en els adherents del dictador xilè Augusto Pinochet que va ser guardonada als festivals de Cinema de Valparaíso i a l'Internacional de Documentals de Santiago (FIDOCS), a més d'obtenir un Premi Altazor. Naturalitzada francesa, Marcela Said va tornar a Xile en 2007 juntament amb Jean de Certeau —el seu cònjuge francès, amb qui té un fill, Paolo— i resideix des de llavors a Santiago.
Said i De Certau realitzaren el documental Opus Dei, una cruzada silenciosa en 2006, centrat en la influència d'aquesta organització catòlica a Xile. El seu següent film, també codirigit per Certeau, El mocito, està centrat en la història de Jorgelino Vergara, un home que va treballar en un centre de tortura durant la dictadura militar xilena i va ser estrenat en la Berlinale 2011.
La seva primera pel·lícula de ficció és El verano de los peces voladores (2013), que va guanyar el Premi Cinema en Construcció en el Festival Rencontres Cinémas d'Amérique Latine de Tolosa de Llenguadoc i que «retrata la difícil convivència de xilens i maputxes a través de suggeriments, atmosferes i pinzellades de desesperació». No obstant això, Said ha explicat «que la pel·lícula no és un manifest sobre els problemes de la comunitat [maputxe], ni un retrat dels conflictes a l'Araucania», sinó que li «interessava mostrar la invisibilitat del conflicte, la tensió que hi ha en l'ambient, la incapacitat de resoldre'ls, els eventuals xocs del huinca i el maputxe. Però no fer un documental».».
En el seu segon llargmetratge de ficció, Los perros (2017), Said va tornar a tractar el tema de la dictadura militar, a través de la història d'un excoronel de l'exèrcit que està sent investigat per crims comesos dècades enrere. El personatge va ser interpretat per Alfredo Castro, mentre que la protagonista, una dona de classe alta anomenada Mariana, va ser interpretada per Antonia Zegers. La pel·lícula va ser estrenada durant la Setmana de la Crítica del Festival de Canes de 2017. Va estar nominada a diversos premis, entre ells el Goya a la millor pel·lícula estrangera de parla hispana.
Said va treballar a la sèrie Narcos: México, de Netflix, on va dirigir dos episodis de la segona temporada, la que va ser estrenada al febrer de 2020.

## Filmografia

### Llargmetratges
| Any  | Títol                            | Directora | Guionista | Fotografia | Productora |
| ---- | -------------------------------- | --------- | --------- | ---------- | ---------- |
| 1999 | Valparaíso                       | ✓         |           |            |            |
| 2001 | I Love Pinochet                  | ✓         | ✓         | ✓          |            |
| 2006 | Opus Dei, una cruzada silenciosa | ✓         | ✓         | ✓          |            |
| 2011 | El mocito                        | ✓         | ✓         |            | ✓          |
| 2013 | El verano de los peces voladores | ✓         | ✓         |            |            |
| 2017 | Los perros                       | ✓         | ✓         |            |            |

## Premis
- Premi Santiaguillo 2002 del VI Festival Internacional de Cinema de Valparaíso per I Love Pinochet
- Festival Internacional de Documentals de Santiago, per I Love Pinochet
- Premi Altazor 2003, categoria direcció de documental, per I Love Pinochet
- Premi Pedro Sienna 2007 per Opus Dei, una cruzada silenciosa
- Premi Horitzó en el Festival de Cinema Documental de Múnic 2011 (DOK München) per El mocito
- Premi de la crítica en el FIDOCS 2011 (Santiago) per El mocito
- Premi de la crítica en el Festival Internacional de Cinema de Valdivia 2011 per El mocito
- Premi Altazor 2012, categoria direcció de documental, per El mocito (ex aequo amb Jean de Certeau)
- Premi Cinema en Construcció en el Festival Rencontres Cinémas d'Amérique Latine de Tolosa 2013 per El verano de los peces voladores